# بلفاروپلاستی
بِلِفاروپلاستی یا جراحی ترمیمی پلک (به یونانی: blepharon، "پلک" + plassein "شکل دادن") یک عمل جراحی پلاستیک برای اصلاح عیب، بدشکلی و ناهنجاری پلک‌ها است و معمولاً برای اصلاح زیبایی ناحیه چشم در صورت انجام می‌شود. با برش و برداشتن، یا جابجایی (یا هر دو حالت) بافت‌های اضافی مانند پوست و بافت چربی و تقویت بافت‌های عضلانی و تاندون مربوط، عمل بلفاروپلاستی مشکلات عملکردی و نازیبایی اطراف چشم (ناحیه ای از ابرو تا قسمت بالایی گونه) را برطرف می‌کند. این عمل در میان زنان رایج‌تر است و تقریباً ۸۵ درصد از عمل‌های بلفاروپلاستی در سال ۲۰۱۴ در ایالات متحده و ۸۸ درصد در بریتانیا روی زنان انجام شده است.
اهداف بلفاروپلاستی، بازگرداندن عملکرد صحیح پلک یا پلکهای آسیب دیده و بازیابی زیبایی‌شناسی ناحیه چشمی صورت است که با از بین بردن پوست اضافی پلک به دست می‌آید. صاف کردن عضلات زیرین چشم، سفت کردن ساختارهای نگهدارنده، و برداشتن و باز کردن چربی اضافی ناحیه رتروسپتال چشم، به منظور ایجاد یک انتقال آناتومیک صاف از پلک پایین به گونه از اهداف این عمل می‌باشد.

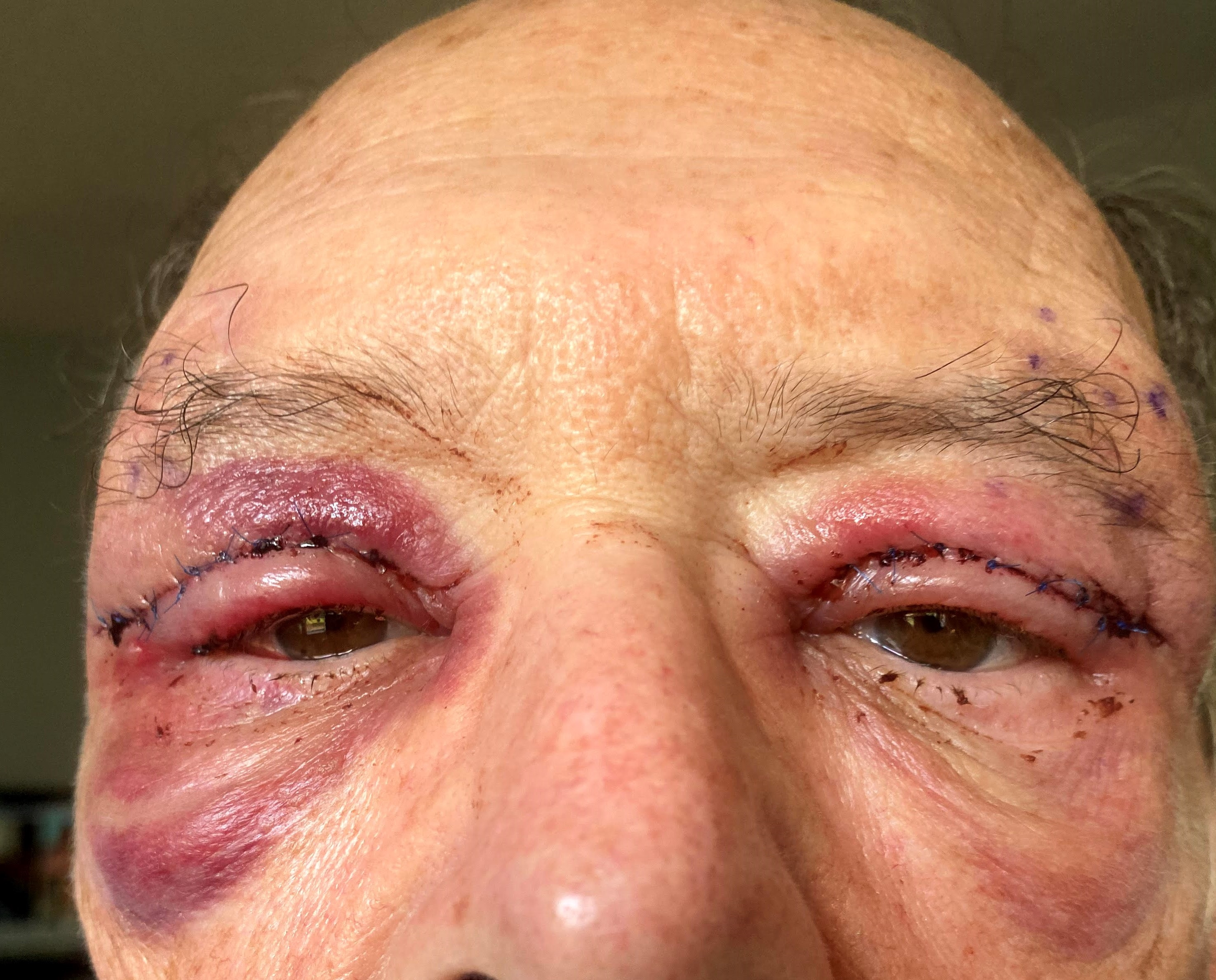
نتایج بلفاروپلاستی در یک مرد بالغ، یک روز پس از جراحی

در عمل جراحی چشم، اصلاح یا تغییر معمولی به روی پلک بالا و پایین (یا هر دو) و بافت‌های اطراف ابروها، ناحیه پل بینی فوقانی و قسمت‌های بالایی گونه‌ها است که با اصلاح پوشش‌های پریوستئوم استخوان‌های صورت (که کاسه چشم را تشکیل می‌دهند) به دست می‌آید. پریوستئوم شامل بافت‌های همبند دو لایه ای است که استخوان‌های بدن انسان را می‌پوشاند:
1. لایه خارجی شبکه‌های بافت همبند متراکم با رگ‌های خونی و
2. لایه داخلی و عمیق دسته‌های کلاژنی متشکل از سلول‌های دوکی شکل بافت همبند و شبکه ای از الیاف نازک و الاستیک.

روش عمل بلفاروپلاستی آسیای شرقی با بلفاروپلاستی کلاسیک متفاوت است. در بیماران جوانتر، هدف از جراحی ایجاد چین بالای پلک ("جراحی پلک دوتایی") است، در حالی که در بیماران مسن تر، هدف، ایجاد یا بالا بردن چین بالای پلک و برداشتن پوست اضافی پلک ("بلفاروپلاستی آسیایی") است.

## استفاده‌های پزشکی

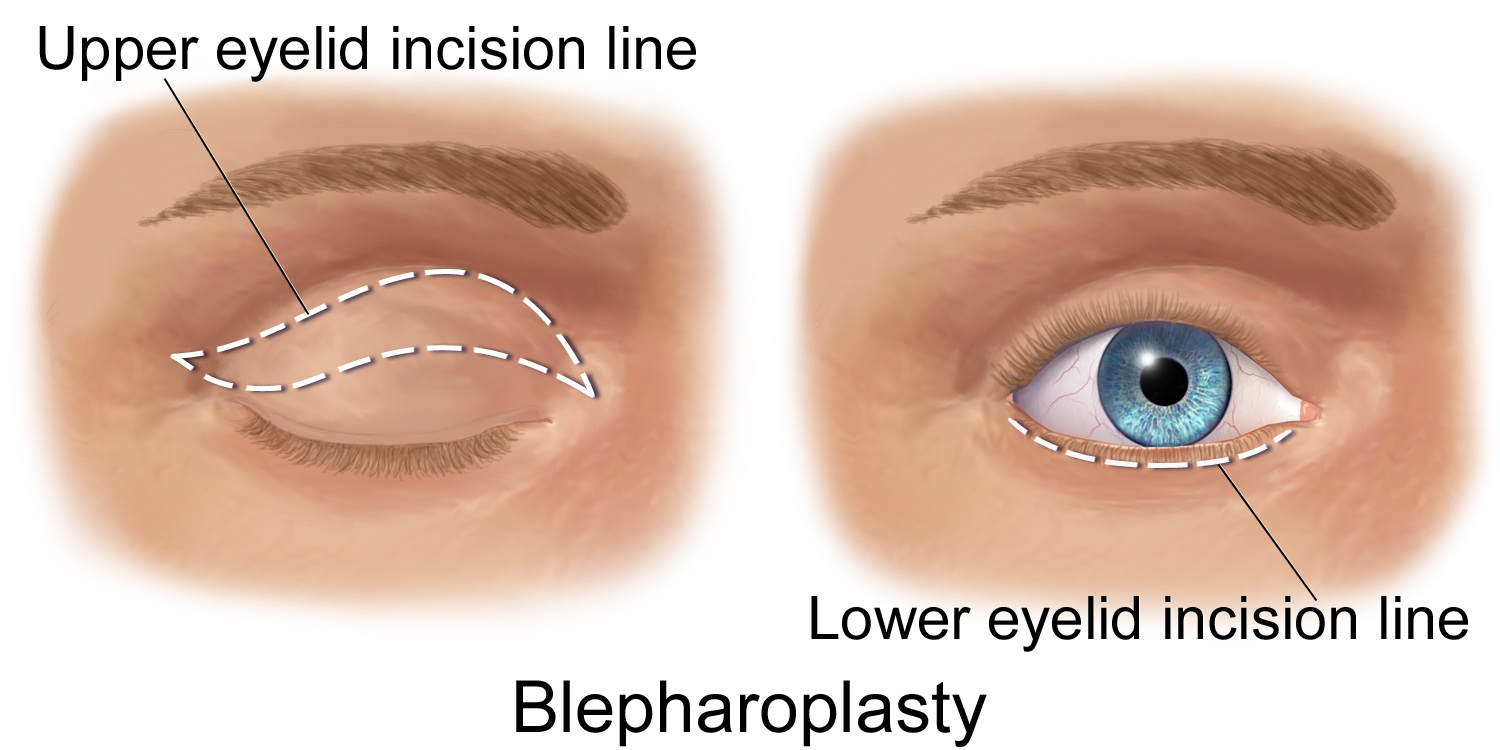
خطوط برش برای بلفاروپلاستی

شرح حال کامل پزشکی و سابقه جراحی قبلی و معاینه فیزیکی ناحیه اطراف چشم بیمار (از ابرو تا گونه و بینی)، تعیین می‌کند که آیا بیمار می‌تواند با خیال راحت تحت عمل بلفاروپلاستی جهت اصلاح عملکردی و افزایش زیبایی قرار گیرد یا خیر. بلفاروپلاستی پلک پایین می‌تواند با موفقیت، مسائل آناتومیک پوست اضافی پلک، شلی ماهیچه‌های چشم و سپتوم چشم (رباط پالپبرال)، چربی بیش از حد چشمی، ناهنجاری پلک پایین و برجستگی شیار نازوژوگال در جایی که حفره چشم با شیب بینی برخورد می‌کند را برطرف کند.
در مورد پلک بالایی، عمل بلفاروپلاستی می‌تواند کاهش بینایی محیطی ناشی از شلی پوست پلک بالایی که روی مژه‌ها قرار دارد را برطرف کند. هنگامی که قسمت بیرونی و بالایی میدان دید بیمار در اثر افتادگی پلک، تحت تأثیر قرار گرفته باشد و او را در انجام کارهای روزمره مانند رانندگی اتومبیل و خواندن کتاب دچار مشکل کند، عمل بلفاروپلاستی انجام می‌شود و مشکل کاهش میدان دید بیمار را رفع می‌کند.

## استفاده زیبایی
در بسیاری از کشورهای آسیای شرقی به خصوص در کره جنوبی، جراحی پلک دوتایی (بالا و پایین) رایج‌ترین عمل جراحی است. بسته به روش، تجربه پزشک و سختی هر مورد، این جراحی می‌تواند بین ۲۰۰۰ تا ۴۰۰۰ دلار هزینه داشته باشد. این روش به دلیل ایجاد دو پلک برای بیماران در طولانی مدت معروف است. این نوع عمل معمولاً حدود ۳۰ دقیقه تا یک ساعت طول می‌کشد و بیماران نیازی به بستری شدن در بیمارستان ندارند. برداشتن بخیه حدود ۵ تا ۷ روز پس از جراحی انجام می‌شود. به دلیل معمول و ساده بودن این عمل، سالانه تعداد زیادی از خارجی‌ها برای بلفاروپلاستی به کره جنوبی می‌روند.